# Amtsgericht Weida
Das Amtsgericht Weida (bis 1879 Justizamt Weida) war ein von 1850 bis 1952 bestehendes Gericht der ordentlichen Gerichtsbarkeit mit Sitz in der thüringischen Stadt Weida.

## Geschichte
In der Folge der Revolution von 1848 kam es auch im Großherzogtum Sachsen-Weimar-Eisenach zu einer Reform des Staatsaufbaus. Rechtsprechung und Verwaltung wurden getrennt und die Patrimonialgerichtsbarkeit abgeschafft. Für die Gemeinden Birkigt, Burkersdorf (mit Nonnendorf), Crimla, Cronschwitz, Frießnitz, Gräfenbrück, Grochwitz, Großbocka, Großebersdorf, Hohenölsen (mit Kleindraxdorf), Hundhaupten weimarischen Anteils, Kleinbernsdorf, Kleinbocka, Köckritz, Köfeln, Lederhose, Liebsdorf, Lindenkreuz, Loitsch, Markersdorf b. Münchenbernsdorf, Meilitz, Münchenbernsdorf, Neuensorga, Neundorf, Niederpöllnitz, Porstendorf, Rohna, Rothenbach, Schafpreskeln, Schömberg, Schüptitz, Seifersdorf, Sirbis, Steinsdorf, Struth, Teichwitz, Thränitz, Unterröppisch, Untitz, Veitsberg (mit Mildenfurth), Weida (mit Schloss Osterburg), Wetzdorf, Wittchendorf, Wolfsgefärth, Wünschendorf/Elster, Zedlitz, Zossen und Zschorta des vorherigen sowohl als Gericht und Verwaltungsbehörde fungierenden Amtes Weida wurde dabei das Justizamt Weida geschaffen.
Durch die Aufhebung des Justizamtes Berga am 1. Oktober 1877 erweiterte sich der Bezirk des Justizamtes Weida um die Gemeindebezirke Albersdorf, Berga/Elster (mit Neumühl, Pöltschen, Schloßberga), Clodra, Culmitzsch, Dittersdorf, Endschütz, Eula, Friedmannsdorf, Großdraxdorf, Großfalka, Großkundorf (mit Sorge weimarischen Anteils), Katzendorf (mit Wolframsdorf), Kleinkundorf, Letzendorf, Markersdorf b. Berga, Obergeißendorf, Rußdorf, Teichwolframsdorf, Untergeißendorf, Waltersdorf (mit Rüßdorf), Wernsdorf, Wolfersdorf und Zickra b. Berga.
Mit Inkrafttreten des Gerichtsverfassungsgesetzes am 1. Oktober 1879 wurde das Justizamt zum Amtsgericht Weida, das dem gleichzeitig errichteten Landgericht Gera zugeordnet wurde. Der Gerichtssprengel von Weida blieb unverändert.
Die durch einen am 1. Januar 1913 erfolgten Gebietsaustausch mit dem Herzogtum Sachsen-Meiningen in das Großherzogtum Sachsen eingegliederte Gemeinde Mosen wurde dem Amtsgericht Weida zugewiesen.
Nachdem 1920 Sachsen-Weimar-Eisenach im Land Thüringen aufgegangen war, kam es am 1. Oktober 1923 zu einer landesweiten Neuordnung der Gerichtssprengel. Dabei wurde der Amtsgerichtsbezirk Weida erheblich verkleinert:
- Albersdorf, Berga/Elster, Clodra, Culmitzsch, Dittersdorf, Eula, Friedmannsdorf, Großdraxdorf, Großkundorf (mit Sorge), Katzendorf (mit Wolframsdorf), Kleinkundorf, Markersdorf b. Berga, Obergeißendorf, Teichwolframsdorf, Untergeißendorf, Waltersdorf b. Berga, Wernsdorf, Wolfersdorf und Zickra b. Berga wurden dem Amtsgericht Greiz zugewiesen;
- Hundhaupten weimar. Anteils, Markersdorf b. Münchenbernsdorf, Thränitz und der nach Gera eingemeindete Ort Unterröppisch kamen zum Amtsgericht Gera und schließlich
- wurde der ehemals weimarische Teil von Rußdorf dem Amtsgericht Ronneburg zugeteilt.

Einzig der mit Schafpreskeln zur Gemeinde Gorlitzsch-Schafpreskeln vereinigte Ort Gorlitzsch konnte zugelegt werden.
Vom 1. Januar 1924 bis zum 1. Januar 1925 gehörte auch Großfalka zum Amtsgericht Gera. Am 1. Januar 1952 wurde das Amtsgericht Weida aufgehoben und dessen gesamter Bezirk dem Amtsgericht Gera zugeteilt.

## Gebäude
Das Amtsgericht befand sich in der Osterburg.